# Mecysmauchenius chincay
Mecysmauchenius chincay is een spinnensoort uit de familie Mecysmaucheniidae. De soort komt voor in Chili.